# 马塔
马塔是巴西南大河州的一个市镇。总面积312.12平方公里，总人口5291人，人口密度17人/平方公里。